# 下栗大塚古墳
下栗大塚古墳（しもぐりおおつかこふん）は、栃木県宇都宮市下栗町にある古墳。

## 概説
田川低地にある2段築成の円墳で、直径は約43.5 m、高さは約6.5 mである。中段に幅4 - 5 mほどの平坦面が周囲をめぐっている。墳丘は全面に樹木が茂っており、水田に囲まれているため、周囲から目立つ。頂上に丸山稲荷大明神という神社がある。
埋葬施設は不明であるが、南側に若干の崩れがあることから、南に開口した横穴式石室と推定される。築造時期も不明であるが、埴輪や葺石が見つかっていないことから、7世紀の古墳時代終末期（飛鳥時代）に造られたものと考えられる。
1995年（平成7年）3月22日に、宇都宮市指定史跡となった。下栗大塚古墳愛護会が保護活動を行っている。
栃木県庁が登録した「とちぎ健康づくりロード」の「横川フラワーロードコース」では、下栗大塚古墳が最後のチェックポイントに設定されている。

## 民話
下栗大塚古墳の頂上にある丸山稲荷大明神には、次のような民話が残されている。

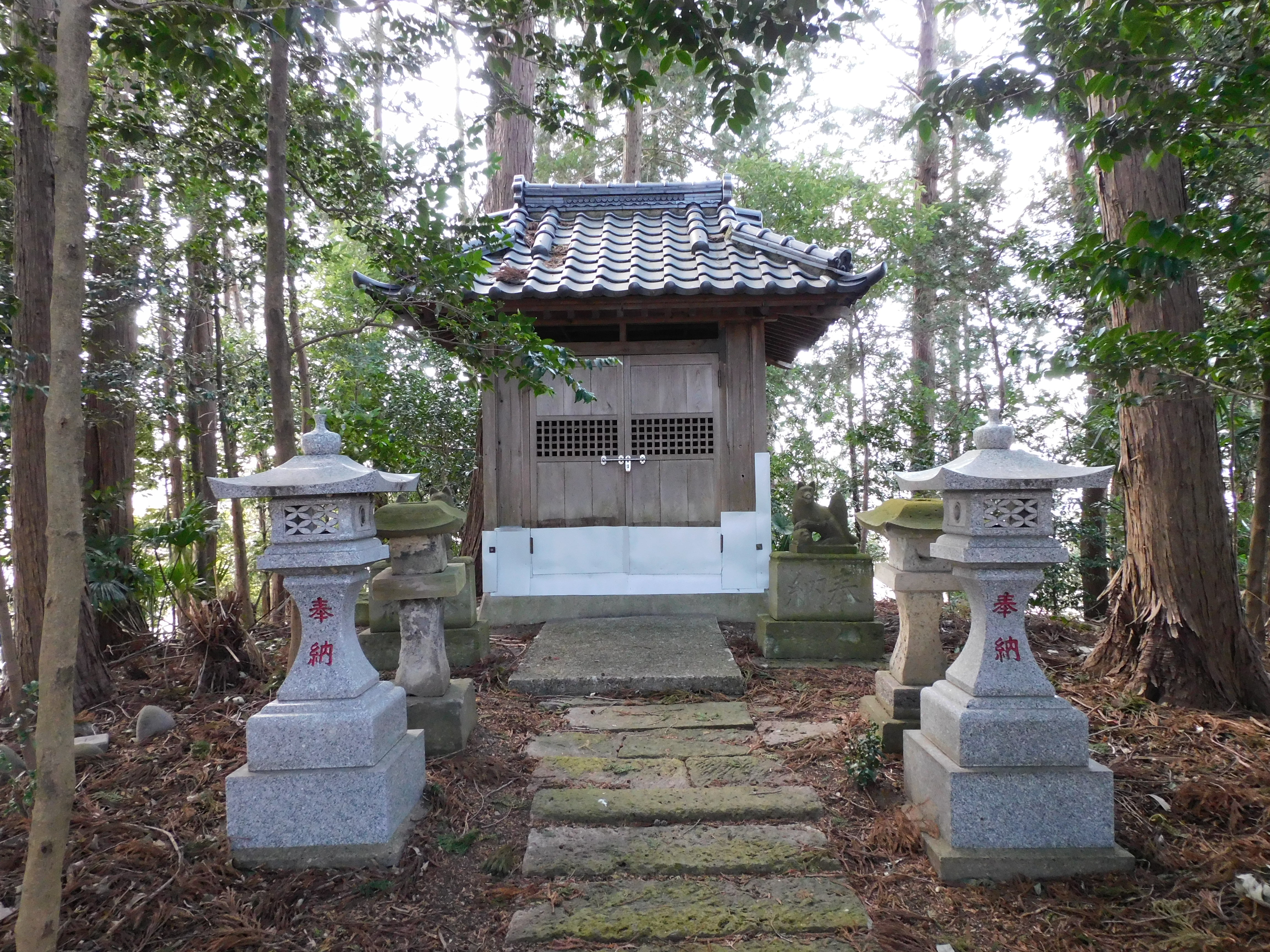
頂上に鎮座する丸山稲荷大明神

| 「 | 昔々、大塚の周辺で凶作が続き、村人らは五穀豊穣を願って大塚の上にお稲荷様を建てることにした。建立の許可を得るため、村人の代表3人が京の都に赴くが、「古墳はお上のものであり、何も建ててはならぬ」と拒否されてしまった。そこで3人のうちの1人が「古墳と言うからダメなんだ」と知恵を働かせ、地元の呼び名である「大塚」にお稲荷様を祀りたいと願い出ると許可を得ることができた。しかしお上は10万両を出せと要求し、3人は諦めかけるが、「これ以上は出せない」と有り金の10両を差し出して懇願した。当時、お上もお金に困っていたと見え、10両で承諾したばかりか、「正一位稲荷大明神」という立派な名前も授けた。これには村人代表たちも大喜びで、伏見稲荷にお参りしてから帰路に就いた。村に戻ると大塚のてっぺんに「正一位稲荷大明神」を祀り、以後豊作が続いた。 | 」 |

## 周辺環境
下栗町を含む宇都宮市横川地区（旧横川村）は歴史文化資源が豊富な地域であり、市の指定文化財である下栗大塚古墳は横川地区を代表する史跡である。特に下栗町は古墳の多い町で、下栗大塚古墳の東へ約700 mのところに大塚神社古墳、大塚神社古墳から南南東へ約1.2 kmのところに猿山城跡内古墳群、さらに東へ進むと東原古墳、その北方に天王山古墳群がある。猿山城跡内古墳群は、その名の通り猿山城跡にある11基の古墳群であり、猿山城は古墳をほとんど破壊せずに防御に活用していた。
下栗大塚古墳の近くを下栗大塚通り（しもぐりおおつかどおり）が通っている。宇都宮市の制定した道路愛称による下栗大塚通りは、川田町の上三川街道を起点とし、下栗町の栃木県道46号宇都宮真岡線を終点とする通りである。この区間は宇都宮市道1393号と一致する。